# Dedolight
Dedolight ist ein fokussier- und dimmbares Leuchtensystem für Film-, Video- und Fotoaufnahmen, das seit 1984 existiert. Dedolights werden in allen Bereichen der Film-, Fernseh- und Videoproduktion eingesetzt, zunehmend auch von Fotografen.

## Geschichte
Die erste Generation der Leuchten wird mit einer Spannung von 12 Volt betrieben, üblicherweise mit 50- und 100-Watt-Halogenleuchtmitteln. Benannt ist das System nach seinem Entwickler, dem deutschen Kameramann Dedo Weigert aus München, der dafür 1991 einen technischen Oscar (Technical Achievement) erhielt. Die aktuelle Version dieser Leuchten wird zumeist mit einer Spannung von 24 Volt und Leistungen von 100 oder 150 Watt betrieben. Der Vorteil des Systems liegt in seiner Kompaktheit, die Ausleuchtungen ermöglicht, für die herkömmliche Scheinwerfer zu groß sind. Durch die kleine Bauform ist es möglich, ein Dedolight nahezu überall zu befestigen, zum Beispiel an Saugfüßen, mit kleinen Schraubklemmen oder an biegsamen Hälsen. Zudem kann das System an die Kamera montiert werden, was einen Einsatz bei Dokumentarfilmen oder Live-Übertragungen ermöglicht. Die Leuchten können zudem u. a. mit Filtern, Diffusoren und Projektionsvorsätzen ausgerüstet werden, um sie für den jeweiligen Einsatzbereich abzustimmen. Durch die spezielle Konstruktion des Reflektors und der Linsen erreicht ein Dedolight eine Lichtausbeute, die erheblich über der von herkömmlichen Scheinwerfern mit höherer Leistung liegt.
Seit einigen Jahren sind außerdem Leuchtenköpfe für den Einsatz in Verbindung mit sogenannten Softboxen erhältlich, mit denen ein besonders weiches Licht geformt werden kann. Da sich bei diesem System das Leuchtmittel direkt im Brennpunkt der Softbox befindet, verfügt es über eine erheblich gleichmäßigere und hellere Ausleuchtung als vergleichbare Softboxen, die vor herkömmlichen Scheinwerfern montiert sind.
Anfang der 2000er wurde mit der 400er Reihe ein weiteres Leuchtensystem eingeführt, welches ungleich größer ist als das ursprüngliche System. Für dieses System erhielt Dedo Weigert 2003 einen weiteren technischen Oscar (Scientific and Engineering Award) sowie einen Emmy. Inzwischen gibt es im Dedolight-System auch Tageslichtscheinwerfer mit HMI-Leuchtmitteln. Dedolights mit moderner, energiesparender LED-Technik sind mittlerweile Standard.